# Paulína Fialková
Paulína Fialková (Čierny Balog, 25 ottobre 1992) è una biatleta slovacca.
In seguito al matrimonio ha aggiunto al proprio il cognome del coniuge e si è iscritta alle gare come Paulína Bátovská Fialková.

## Biografia
Ha esordito in Coppa del Mondo il 13 gennaio 2012 a Nové Město na Moravě in sprint (83ª) e ai Campionati mondiali a Ruhpolding 2012, dove è stata 86ª nella sprint e 8ª nella staffetta; l'anno dopo nella rassegna iridata di Nové Město na Moravě 2013 si è classificata 55ª nella sprint, 53ª nell'inseguimento e 8ª nella staffetta. Ai XXII Giochi olimpici invernali di Soči 2014, suo esordio olimpico, è stata 70ª nella sprint, mentre ai Mondiali di Kontiolahti 2015 si è piazzata 89ª nella sprint, 53ª nell'individuale, 19ª nella staffetta e 17ª nella staffetta mista.
Ai Mondiali di Oslo Holmenkollen 2016 si è classificata 49ª nella sprint, 23ª nell'inseguimento, 76ª nell'individuale, 14ª nella staffetta e 17ª nella staffetta mista; a quelli di Hochfilzen 2017 è stata 31ª nella sprint, 12ª nell'inseguimento, 17ª nell'individuale, 10ª nella partenza in linea, 8ª nella staffetta e 12ª nella staffetta mista. Ai XXIII Giochi olimpici invernali di Pyeongchang 2018 si è piazzata 11ª nella sprint, 38ª nell'inseguimento, 5ª nell'individuale, 21ª nella partenza in linea, 5ª nella staffetta e 20ª nella staffetta mista; il 25 marzo dello stesso anno ha ottenuto a Tjumen' in partenza in linea il suo primo podio in Coppa del Mondo (2ª). Ai Mondiali di Oberhof 2023 si è classificata 25ª nella sprint, 25ª nell'inseguimento, 16ª nella partenza in linea, 18ª nell'individuale e 16ª nella staffetta mista e a quelli di Lenzerheide 2025 si è classificata 22ª nella sprint, 29ª nell'inseguimento, 40ª nell'individuale, 6ª nella staffetta e 12ª nella staffetta mista.

## Palmarès

### Coppa del Mondo
- Miglior piazzamento in classifica generale: 6ª nel 2019
- 10 podi (individuali):
  - 4 secondi posti
  - 6 terzi posti